# Godihal, Shahpur
Godihal là một làng thuộc tehsil Shahpur, huyện Gulbarga, bang Karnataka, Ấn Độ.